# فحوصات جينية وجينومية اختيارية
الفحوصات الجينية والجينومية الاختيارية هي فئة من فحوصات المادة الوراثية التي تُجرى على الأفراد بموافقتهم دون داعٍ طبي. يحلل الفحص الجيني الاختياري أجزاء مختارة من الجينوم البشري، بينما يحلل الفحص الجينومي الجينوم البشري بأكمله. تقتضي بعض الفحوصات الجينية والجينومية موافقة طبيب على إجراءها للتأكد من إدراك الأفراد بمخاطر تلك الفحوصات ومنافعها بالإضافة إلى المعنى وراء النتائج. أما اختبارات الدنا الأخرى مثل اختبار الأنساب بالدنا فهي لا تقتضي موافقة الطبيب. لا تغطي شركات التأمين الصحي عادةً نفقات الاختبارات الجينية الاختيارية. ازداد عدد الأفراد الراغبين في إجراء الاختبارات الجينية الاختيارية بالتزامن مع نشوء مجال الطب المشخصن أو ما يُدعى أيضًا الطب الدقيق.

## التقنيات
ثمة العديد من الأنواع المختلفة من الفحوصات الجينية، وكلٌ منها مُصمم لفحص أنواع مختلفة من التغيرات الجينية المحتملة. وفي الوقت الحاضر لا يوجد فحص جيني واحد بوسعه أن يكشف عن جميع أنواع التغيرات الجينية بمفرده.

### سلسلة الدنا
سلسلة الدنا هي طريقة فحص مُصممة لاكتشاف تغيرات الحرف الواحد في الشفرة الجينية (تعدد أشكال النوكليوتيدات المفردة)، وبوسعها اكتشاف اختفاء عدد صغير من الحروف (الحذوفات) أو زيادتها (التكرارات). يكمن إجراء الفحص على جين واحد أو مجموعة من الجينات (اختبار اللوحة)، أو على معظم أجزاء الشفرة الوراثية أو الإكسونات (تسلسل الإكسوم الكامل)، أو على معظم أجزاء الجينوم (تسلسل الجينوم الكامل). ومن المتوقع أن تتمكن تلك التقنية من اكتشاف أي تشوهات في الجينوم البشري في المستقبل.

### التنميط الجيني
التنميط الجيني هو فحص مُصمم لاكتشاف سلالات محددة من أجزاء الشفرة الجينية، وتقتصر تلك التقنية على تلك السلالات المحددة. التنميط الجيني لأشكال النوكليوتيدات المفردة المتعددة هو من أحد أشكال التنميط الجيني الخاصة.

### اختبار الحذف/التكرار
اختبار الحذف/التكرار هو نوع من الفحوصات المُصممة لاكتشاف اختفاء أو تكرار أجزاء كبيرة من الشفرة الجينية. ليس بوسع تلك التقنية اكتشاف تغيرات الحرف الواحد أو الحذوفات والتكرارات بالغة الصغر.

### اختبار اللوحة
يشير مصطلح اختبار اللوحة إلى فحص مجموعة فرعية محددة من الجينات التي ترتبط عادةً بحالة معينة، ويشمل هذا الاختبار عادةً تحديد تسلسل الدنا وتحليل الشفرات المحذوفة والمكررة في بعض الأحيان. ويُشار إلى ذلك في أحيان كثيرة بفحص الجينات المتعددة لأنه يفحص عددًا من الجينات المختلفة آنيًا. فمثلًا، يمكن لشخص ما أن يخضع لاختبار اللوحة لتحديد مجموعة الجينات المرتبطة بنوع معين من السرطان مثل سرطان القولون الوراثي وسرطان الثدي وسرطان المبيض الوراثي.

### مصفوفة الدنا الدقيقة
يهدف اختبار مصفوفة الدنا الدقيقة إلى اكتشاف التغير في عدد النسخ المطابقة للمادة الوراثية. يفحص هذا الاختبار جزءًا كبيرًا من الجينوم لاكتشاف التكرارات والحذوفات الكبيرة نسبيًا. ليس بوسع تلك التقنية اكتشاف تغيرات الحرف الواحد أو الحذوفات والتكرارات بالغة الصغر.

### تحليل الكروموسوم/التنميط الخلوي
يشير تحليل الكروموسوم أو التنميط الخلوي إلى نوع من الاختبارات التي تقيم ما إذا كان العدد المتوقع من الكروموسومات موجودًا، أو ما إذا حدثت أية إعادة ترتيب للكروموسومات، أو ما إذا وُجدت أجزاء كبيرة محذوفة أو مكررة. ليس بوسع تلك التقنية اكتشاف تغيرات الحرف الواحد أو الحذوفات والتكرارات بالغة الصغر.

### اختبارات ما قبل الولادة غير التدخلية (NIPT) باستخدام الدنا الجنيني الحر
تكشف اختبارات ما قبل الولادة غير التدخلية عن تشوهات الكروموسومات في الأجنة (مثل متلازمة داون) باستخدام الدنا الجنيني الحر (دون الخلية). وبوسع هذا الاختبار أيضًا تحديد جنس الجنين وزمرة الدم الريسوسية. تُسحب عينة من دم المرأة الحبلى، وتحتوي تلك العينة على المادة الوراثية الخاصة بالأم والجنين. تُقدر كمية المادة الوراثية الخاصة بالجنين للكشف عن المادة الوراثية الزائدة التي قد تشير إلى زيادة احتمال إصابة الجنين بمتلازمة داون أو غيرها من الحالات المختارة. ولا بد من تأكيد نتيجة هذا الفحص بواسطة بزل السائل الأمنيوسي أو فحص الزغابات المشيمية نظرًا إلى أن نتيجته غير مؤكدة.

### فحص حديثي الولادة
فحص حديثي الولادة هو نوع من الفحوصات التي تقيم احتمال إصابة المولود باضطرابات جينية معينة، واضطرابات الغدد الصماء، واضطرابات أيضية، وفقدان السمع، وعيوب القلب الخلقية الحرجة. وفي الولايات المتحدة، تحدد كل ولاية قائمة الحالات المحددة التي يمكن الكشف عنها. من شأن الكشف والتشخيص والتدخل المبكر أن يمنع الوفاة أو الإعاقة وأن يمكن الأطفال من بلوغ كامل قدراتهم.

## المحاسن والمساوئ
يرغب الأفراد في إجراء الفحوصات الجينية لعدة أسباب. قد يعود الفحص بالنفع إذا استطاع أن يكشف عن تغير جيني من عدمه. تغني النتائج السلبية عن الحاجة إلى المزيد من الفحوصات واختبارات الكشف في بعض الحالات، وترشد النتائج الإيجابية المريض إلى الفحوصات ووسائل العلاج المتاحة.

### الإيجابيات
- تحديد احتمال ظهور اضطرابات جينية لدى الأفراد. تسمح الفحوصات الجينية التي تتعرف على التغيرات الجينية المسؤولة عن تطور الأمراض الوراثية للأفراد بإجراء الفحوصات المبكرة وتغيير عاداتهم الصحية مثل النظام الغذائي والتمارين.
- تشخيص أمراض وراثية معينة.
- تأكيد التشخيصات السريرية المشتبه فيها.
- تحديد شدة المرض الوراثي عن طريق التعرف على نوع الطفرة الجينية.
- مساعدة الأطباء في اختيار أفضل دواء أو خطة علاج.
- تنظيم الأسرة.
- التعرف على التغيرات الجينية التي قد تُورث للأطفال.
- فحص الأجنة أو المواليد الحديثة للكشف عن اضطرابات جينية محددة. تساعد تلك الفحوصات الأفراد على اتخاذ قرارات مدروسة بشأن المستقبل كإنجاب الطفل من عدمه أو الاستعانة بمتبرعي البويضات أو متبرعي الحيوانات المنوية...إلخ.[15][16][17]

### المساوئ
- إحساس زائف بالأمان. لا تعني النتائج السلبية للفحوصات الجينية أن الفرد غير مصاب بالمرض أو غير مُعرض لخطر الإصابة به. ثمة العديد من العوامل التي قد تؤدي إلى فشل الفحص في اكتشاف التغيرات الجينية.
- معظم الفحوصات الجينية الاختيارية مكلفة وقد لا يشملها التأمين الصحي.
- من المحتمل أن تكتشف شركات التأمين نتائج الاختبار، ما قد يعني حرمان الأفراد من التأمين الصحي أو تأمين العجز أو التأمين على الحياة على المدى البعيد.
- تشكل الفحوصات الجينية مشاكل أخلاقية نظرًا لأنها تخبر المريض بمعلوماته الجينية المتشابهة مع أفراد العائلة الآخرين. ففي بعض الحالات تنعكس نتائج فحوصات الأفراد على صحة الأقارب بالدم.[18]

## قضايا أخلاقية

### الموافقة المستنيرة
ثمة العديد من العوامل التي يجب أن يأخذها الفرد في عين الاعتبار قبل أن يخضع للفحوصات الجينية الاختيارية مثل نطاق الاختبار والنتائج المحتملة من حيث تغير أسلوب الإدارة الطبية وتأثير نتائج الاختبار على أفراد العائلة وتأثيرها في الشؤون المالية والقانونية.

### انعكاسات الفحوصات على أفراد العائلة
- مشاركة النتائج مع العائلة: من المهم اعتبار انعكاسات نتائج الفحوصات الجينية على أفراد العائلة الآخرين بالنسبة لمن يفكر في إجراء فحوصات جينية اختيارية. إذ أن الفحص الجيني يختلف عن الفحوصات الأخرى في أنه قد يفصح عن معلومات خاصة بصحة المريض وصحة أفراد عائلته أيضًا.[20] ويشمل ذلك بعض المعلومات التي من شأنها أن تفسر حالة مرضية حالية أو أن تتنبأ باحتمال الإصابة بمرض معين أو احتمال توريث تلك الأمراض للجيل اللاحق. ولذا يُنصح بتقديم المشورة للمرضى حول الانعكاسات العائلية المحتملة قبل إجراء الفحص ودعم المريض في مناقشته نتائج الفحص مع عائلته.
- عدم الصلة بالأبوين/قرابة الدم: قد تكشف الفحوصات الجينية في بعض الأحيان أن أم المريض أو أبيه ليسا أبويه الحقيقيين. وفي أحيان أخرى تكشف نتائج الفحوصات أن والدي المريض بينهما صلة قرابة وثيقة. نظرًا للضرر النفسي المحتمل المترتب على اكتشاف هذا النوع من النتائج بشكل غير متوقع، من المهم تقديم المشورة لمن يخضع لتلك الفحوصات لتحذيره من نتائج الاختبار المحتملة التي قد تكشف له عن عدم صلته بأبويه أو صلة القرابة التي تربطهما.[21]